# 山崎大地

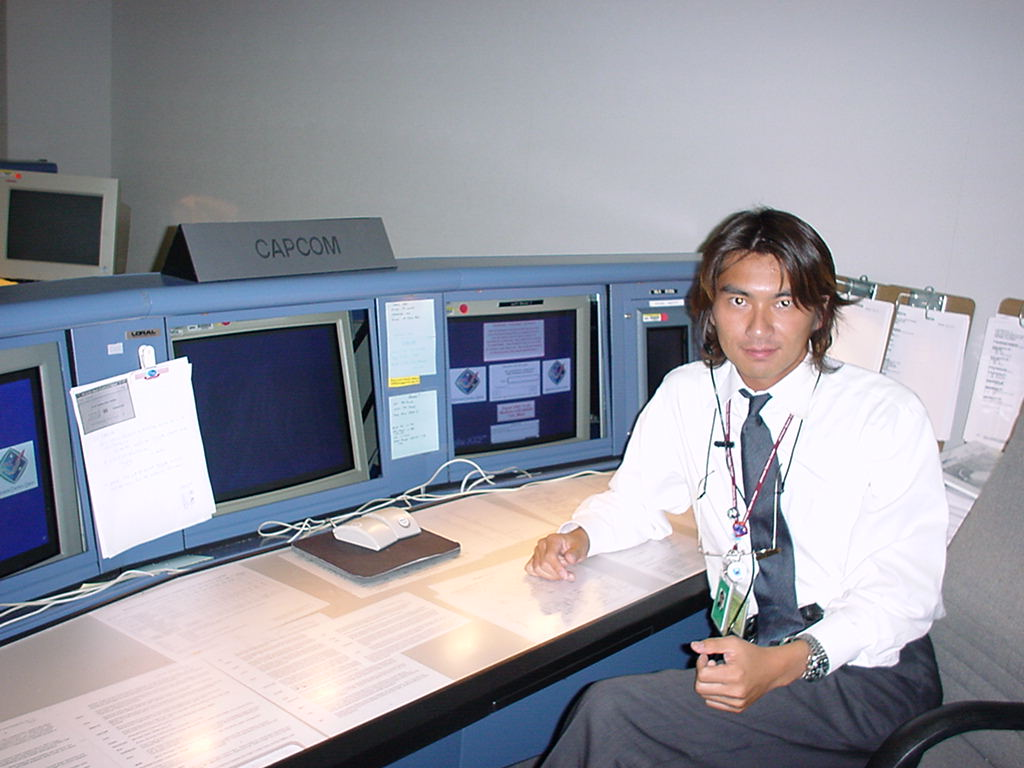
山崎 大地

山崎 大地（やまざき たいち、1972年9月8日 - ）は神奈川県鎌倉市出身の実業家である。
株式会社ASTRAX代表取締役。
有限会社国際宇宙サービス代表取締役。合同会社ASTRAX INTERNATIONAL代表社員。千葉県柏市男女共同参画推進審議委員。ヴァージン・ギャラクティック社の宇宙船スペースシップツー、スペースパースペクティブ社の宇宙船ネプチューン、及びWorld View Enterprises社の宇宙船エクスプローラーに搭乗することになっている民間宇宙飛行士。無重力飛行士。潜水士。小型船舶操縦士(1級)。国内自動車競技ドライバー(A級)、国連世界宇宙週間ナショナルコーディネーター。米国宇宙学会日本支部長。航空宇宙エンジニア。

## 経歴
- 1972年9月 - 神奈川県鎌倉市に生まれる[3]。
- 1997年3月 - 東海大学工学部航空宇宙学科卒業[3]。
- 1997年4月 - 三菱スペース・ソフトウエア株式会社に入社[1]、国際宇宙ステーションの運用管制官（熱・環境制御系管制官）として「きぼう」の開発及び運用準備に従事[4]。
- 1999年4月 - 有人宇宙システム株式会社へ出向
- 1999年12月 - NASAにおける国際宇宙ステーションの実運用訓練生に選ばれ、2000年1月よりジョンソン宇宙センターにて訓練に従事[5]。
- 2000年5月 - 国際宇宙ステーション保全補給フライト(2A.2a)(STS-101ミッション)に従事[6]。
- 2000年7月 - NASAにおける国際宇宙ステーション実運用訓練修了
- 2000年10月 - 若田宇宙飛行士による国際宇宙ステーション組立てフライト(3A)(STS-92ミッション)に従事[6]。
- 2000年12月 - 女性宇宙飛行士候補者角野直子（現山崎直子）と結婚[3][5]。
- 2001年2月 - 国際宇宙ステーション米国実験モジュール組立てフライト(5A)(STS-98ミッション)に従事[6]。
- 2002年 - 長女の誕生に際し、産休及び育児休暇を取得[5]。
- 2003年4月 - 有人宇宙システム株式会社への出向を満了し、三菱スペースソフトウエア株式会社に復職
- 2004年6月 - 家族を支えるため同社を退職し、「専業主夫」として育児や介護などに専念[1]。
- 2005年1月 - 有限会社国際宇宙サービス社を設立。[5]宇宙旅行を扱う日本初の専門会社となる。
- 2006年5月 - 宇宙飛行事業開始
- 2006年6月7日 - 米国の民間宇宙船開発会社ロケットプレーン・キスラーと事業提携を行い、2008年に民間宇宙船「ロケットプレーンXP」に搭乗し有人宇宙飛行（弾道飛行）を行うことを、国際宇宙サービス社最高経営責任者として発表した（ロケットプレーン・キスラーは2010年にChapter 7の適用を受け倒産[7]）[8]。
- 2006年7月7日 - 株式会社アストラックス設立。取締役に就任。
- 2006年10月 - 株式会社アストラックスミッションサービスを設立[5]。
- 2007年2月 - 「ヤングベンチャービジネスプランコンペいばらき」で茨城県知事より奨励賞受賞[9][10]。
- 2007年3月 - 中小企業基盤整備機構主催の「ドリームゲートグランプリ2007」にて、グランプリファイナリストとなる[1]。
- 2007年 - 月面開拓事業開始
- 2008年 - 米国永住権を取得[5]
- 2009年7月 - JAXA非常勤招聘職員として国際宇宙ステーション組立てフライト(2J/A)(STS-127ミッション)に従事[6]。
- 2010年 - スペースシャトルディスカバリー号によるSTS-131ミッションを宇宙飛行士の家族として支えた[2]。
- 2012年5月 - 無重力飛行事業開始[2]
- 2012年7月 - イギリスのヴァージングループ会長のリチャード・ブランソンが直接保証人となり、ヴァージン・ギャラクティック社の宇宙船スペースシップツーに搭乗する宇宙飛行士としての契約を締結[2]。
- 2013年7月 - アメリカにて無重力飛行訓練修了。世界の宇宙旅行申込者のなかから選ばれる12名のひとりとして選ばれ、カリブ海にあるヴァージングループにリチャードブランソン会長の自宅（ネッカーアイランド）に招待を受ける。
- 2014年 - XCORエアロスペース社の宇宙船「リンクス」による宇宙飛行契約締結。ワールドビューエンタープライズ社の宇宙船「ボイジャー」による宇宙飛行契約締結
- 2014年10月 - さいたま市ニュービジネス大賞審査員特別賞受賞。アメリカのNASTARにて加重力訓練修了
- 株式会社ASTRAX設立。代表取締役に就任。
- 2015年　 アメリカにてアクロバット飛行機操縦訓練修了。オランダにてL-39ジェット戦闘機操縦訓練修了。オランダのTNOにて加重力訓練修了。無重力飛行者殿堂入り（日本初）
- 2017年 - XCORエアロスペース社の宇宙船リンクスに搭乗し、アメリカカリフォルニア州のモハヴェスペースポートにて宇宙飛行を行う予定（XCORエアロスペースは2017年にChapter 7の適用を受け倒産[11]）[2]。
- 2017年 - 国連世界宇宙週間ナショナルコーディネーターに就任。米国宇宙学会日本支部長に就任。民間宇宙事業創出教育機関ASTRAX ACADEMY設立
- 2018年 - 神奈川県鎌倉市に民間宇宙船運用管制センター完成、ワールドビューエンタープライズの宇宙船ボイジャー教育訓練シミュレーター完成
- 2019年 - アメリカのワシントンDCで開催された世界最大の国際宇宙会議にて、2本の国際論文を発表
- 2020年2月 - 国連宇宙空間平和利用委員会科学技術会議に出席（オーストリア・ウィーン）
- 2020年3月 - ワシントンDCでの世界最大の人工衛星イベント「サテライト2020」にて、国連世界宇宙週間事務局よりスペースXのCEOイーロンマスク氏などとともに表彰される。
- 2020年4月 - 東久邇宮記念賞受賞
- 2020年 - コロナ禍でオンラインで開催された国際宇宙会議にて8本の国際論文を発表（共著を含めると14本発表）
- 2020年11月 - 東久邇宮文化褒賞受賞
- 2021年7月 - 東久邇宮平和賞受賞
- 2021年7月 - 茨城県猿島郡に民間宇宙事業創造教育訓練センター開設。スペースX社宇宙船クルードラゴン教育訓練シミュレーター完成
- 2021年10月 - アラブ首長国連邦ドバイで開催された国際宇宙会議にて17本の国際論文を発表（共著を含めると23本発表）
- 2022年6月 - ヴァージンギャラクティック社の宇宙船ユニティ教育訓練シミュレーター完成。ブルーオリジン社宇宙船ニューシェパード教育訓練シミュレーター完成
- 2022年9月 - フランスのパリで開催された国際宇宙会議にて12本の国際論文を発表（共著を含めると27本発表）
- 2023年2月 - 千葉県に民間宇宙事業創造教育研究開発訓練センター開設。無重力飛行機教育訓練シミュレーター完成
- 2023年 - アゼルバイジャンバクーで開催される国際宇宙会議にて7本の国際論文を発表予定（共著を含めると19本発表予定）
- 2025年7月- 合同会社ASTRAX INTELLIGENCE設立。代表社員に就任。
- 2026年 - ヴァージン・ギャラクティック社の宇宙船スペースシップツーに搭乗し、アメリカニューメキシコ州のスペースポートアメリカにて宇宙飛行を行う予定[2]
- 2026年 - スペースパースペクティブ社の宇宙船ネプチューンに搭乗し、アメリカフロリダ州にて宇宙飛行を行う予定
- 2026年 - ワールドビューエンタープライズ社の宇宙船エクスプローラーに搭乗し、アメリカアリゾナ州にて宇宙飛行を行う予定[2]。

## 人物
父親は大手電機メーカーのエンジニアであった。小学生のとき、スペースシャトルのプラモデルを作り、宇宙船に興味を持つ。
中学校に入りボーイスカウトとして渡米したワシントンD.C.にあるスミソニアン航空博物館で、実物のアポロ宇宙船やスペースシャトルの映像を見て感動するが、その直後にチャレンジャー号爆発事故を見てショックを受ける。また、自作した天体望遠鏡で土星の観測を行い、いつか宇宙に行きたいと考えるようになる。
東海大学工学部航空宇宙学科に入学、映画「アポロ13」を見て感動し宇宙船の運用管制官になることを決意する。
国際宇宙ステーションの運用などを担当する三菱スペース・ソフトウエアに就職後、きぼうのフライトコントローラーとなった。
2000年には、米国航空宇宙局(NASA)で行われた国際宇宙ステーション運用管制官実運用訓練生に選ばれ渡米。同年角野直子（山崎直子）と結婚した。その後、米国航空宇宙局(NASA)にて数々の国際宇宙ステーション建設ミッションに従事した。
2002年に長女が誕生した後、2003年のコロンビア号空中分解事故が起きたため、妻・直子はソユーズ宇宙船のフライトエンジニア資格取得訓練のためロシアに長期滞在することとなり、父子家庭が続くこととなった。
2004年からの妻・直子のスペースシャトルのミッションスペシャリスト資格取得訓練のために、会社を退職し主夫として娘を連れて渡米した。
2010年 - スペースシャトルディスカバリー号によるSTS-131ミッションを宇宙飛行士の家族として支えた。
2011年10月、妻・直子がアメリカ合衆国で次女を出産した。
2012年2月、離婚届けを提出し、山崎直子と離婚したと報じられた。
2012年7月、ヴァージンギャラクティック社の宇宙船に搭乗する契約を締結。その後も民間各社の宇宙船に搭乗する契約を締結。無重力飛行士としての事業を開始。
現在は、自らの宇宙飛行の準備を行う傍ら、民間宇宙ビジネスの創出に尽力中。